# Campeonato Mundial de Esquí Alpino de 2031
El LI Campeonato Mundial de Esquí Alpino se celebrará en la localidad alpina de Val Gardena (Italia) en el año 2031 bajo la organización de la Federación Internacional de Esquí (FIS) y la Federación Italiana de Esquí.